# زبان (کالبدشناسی)
زبان، دسته‌ای از ماهیچه‌های مخطط است که در درون دهان قرار دارد و به جویدن و هضم غذا کمک می‌کند.
زبان به‌وسیلهٔ پرزهایی که بر روی خود دارد، تنها عضو برای چشیدن در بدن است. همچنین با توانایی حرکت به‌صورت‌های مختلف، با تشکیل صداهای مختلف، به صحبت کردن کمک می‌کند. زبان به‌وسیلۀ بزاق دهان، همیشه مرطوب نگه داشته می‌شود و تعداد زیادی عصب و رگ به زبان کمک می‌کنند تا حرکت‌های مختلف را انجام دهد.
برخی، زبان را به‌عنوان قوی‌ترین ماهیچۀ ارادی بدن انسان می‌شناسند.

دستگاه گوارش انسان

## نگارخانه

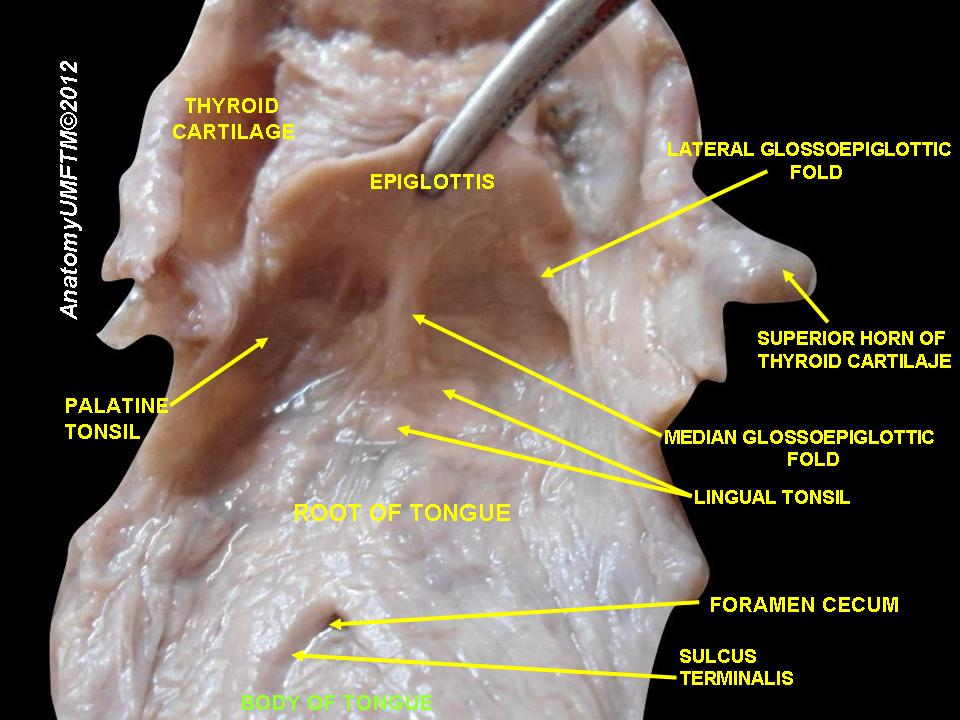
تشریح ریخت‌شناسی زبان
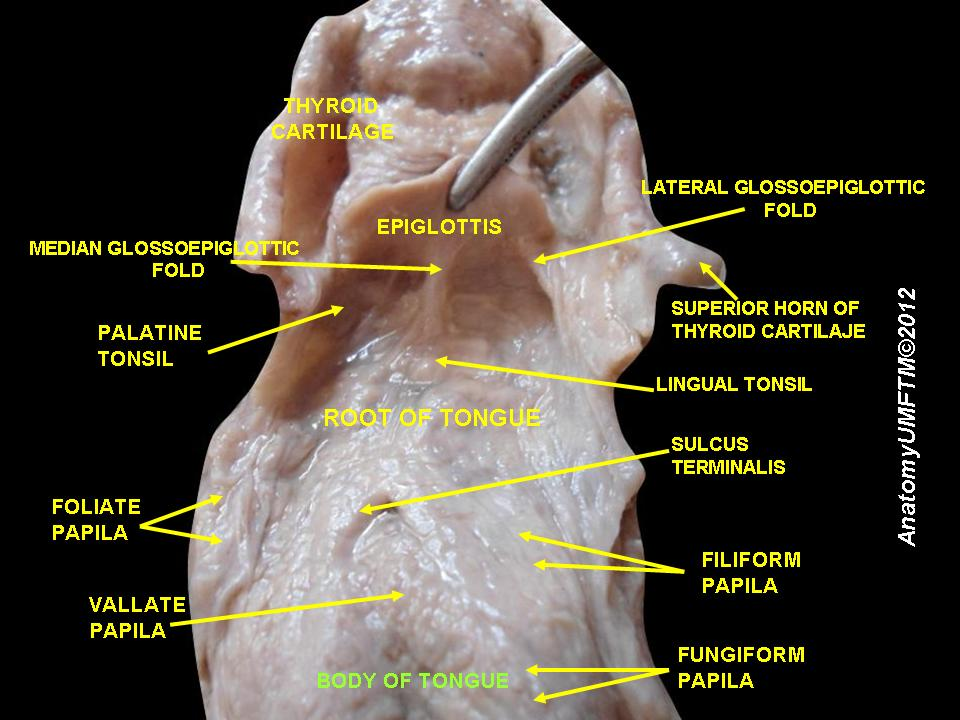
تشریح ریخت‌شناسی زبان
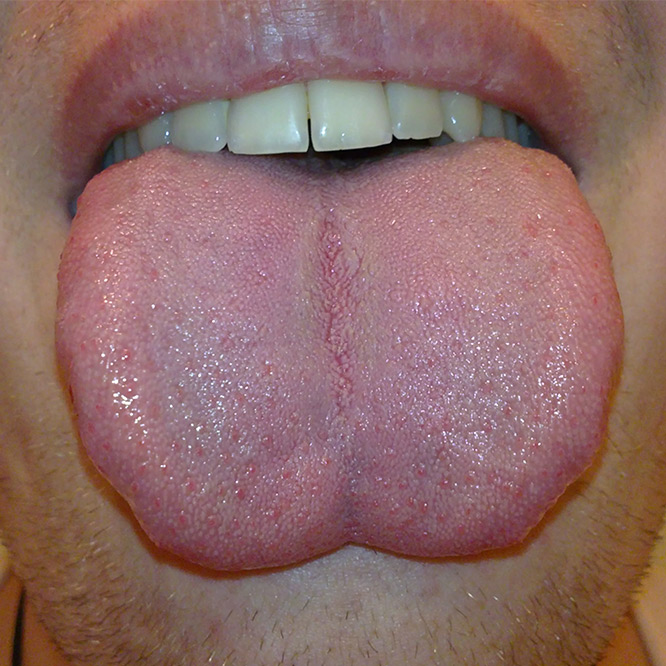
human tongue
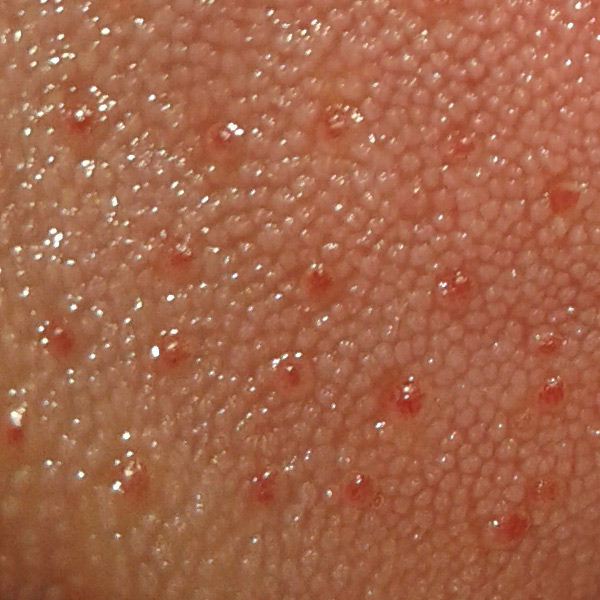
نقاط قرمز بر روی زبان
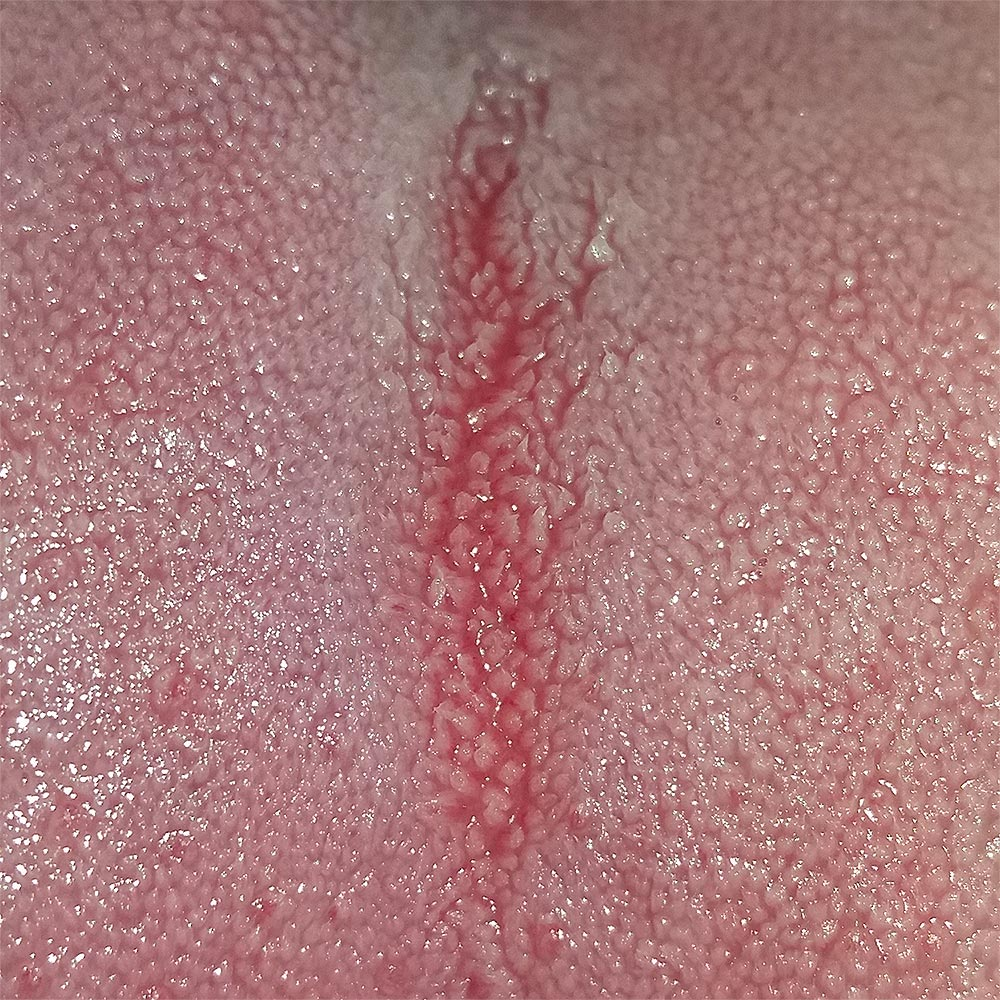
خطوط منحصر به فرد بر روی زبان
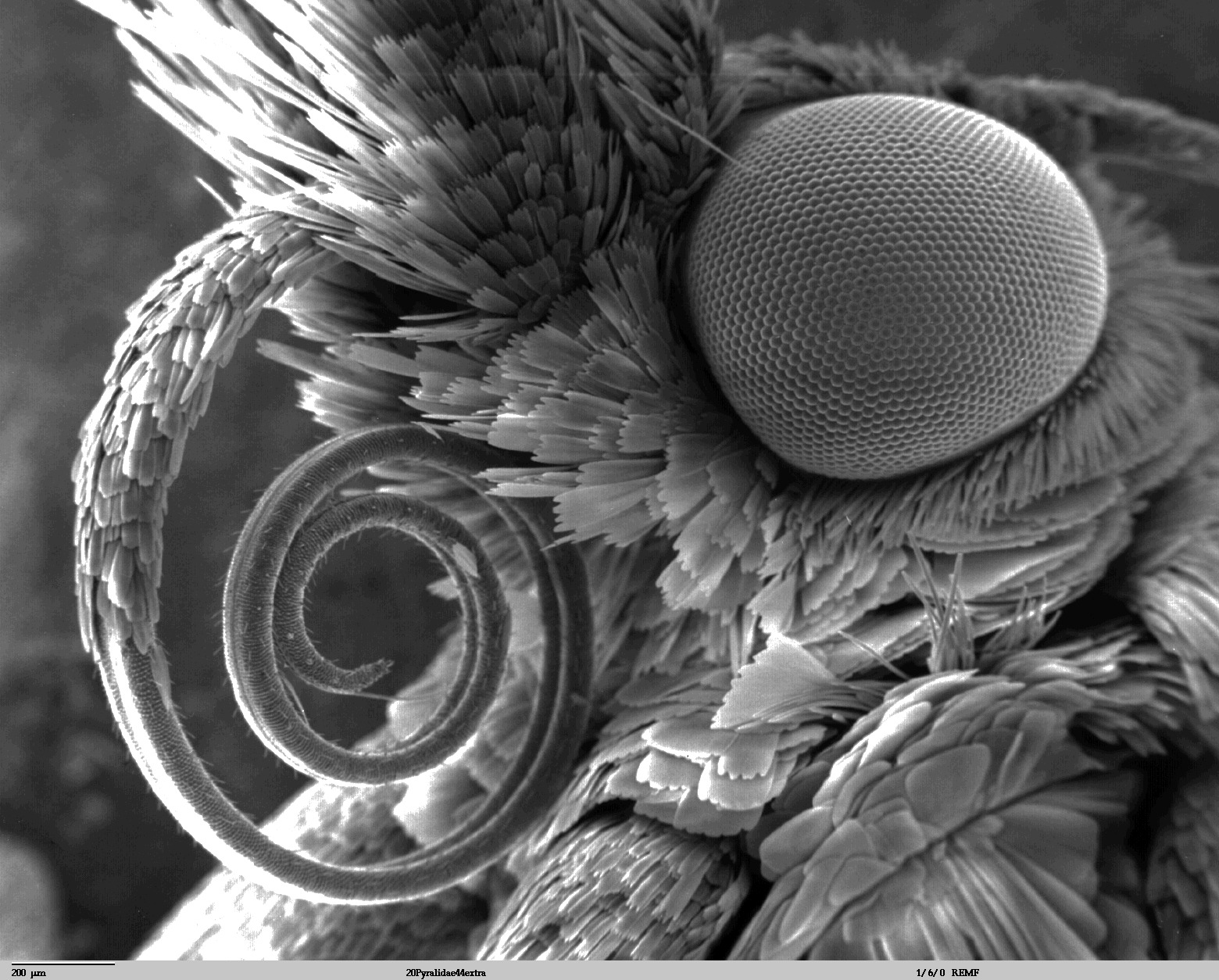
زبان پروانه